# 2014年の日本シリーズ
2014年の日本シリーズ（2014ねんのにっぽんシリーズ、2014ねんのにほんシリーズ）は、2014年（平成26年）10月25日から10月30日まで開催された、阪神タイガース（以下、阪神）と福岡ソフトバンクホークス（以下、ソフトバンク）による第65回日本選手権シリーズである。

## 概要
前年まで特別協賛だったコナミ（後のコナミホールディングス）が特別協賛から撤退。それに伴い本年から三井住友フィナンシャルグループ（三井住友銀行、SMBC）の特別協賛を得た。これにより大会名称は「SMBC日本シリーズ2014」（エス・エム・ビー・シー・にっぽん<にほん>シリーズ）となる。なおSMBCは本大会特別協賛を機に、2014年10月1日より本大会を主催する日本野球機構の協賛スポンサー「NPBパートナー」の締結を結んだ。
なお2014年のアジアシリーズはホスト国の台湾（中華職業棒球大聯盟・CPBL）側の都合などから非開催となったため、本大会の優勝チームの国際大会への出場はない。
セ･リーグ代表の阪神タイガースはシーズン2位ながらクライマックスシリーズで勝ち上がっての出場となり、2010年の千葉ロッテマリーンズ以来4年ぶりにリーグ優勝チームでないチームの出場となった。阪神タイガースはホークスとの日本シリーズ対戦は3度目だが、南海（1964年）、ダイエー（2003年）、ソフトバンク（2014年）と3代の親会社全てのホークスと日本シリーズで対戦した初のチームとなった。

### 試合日程
- 10月25日 - 第1戦 甲子園（18時15分試合開始）
- 10月26日 - 第2戦 甲子園（18時15分試合開始）
- 10月28日 - 第3戦 ヤフオクドーム（18時30分試合開始）
- 10月29日 - 第4戦 ヤフオクドーム（18時30分試合開始）
- 10月30日 - 第5戦 ヤフオクドーム（18時30分試合開始）

パ・リーグのホームゲームに限り指名打者（DH）制度が採用される。また、両チーム監督の合意（紳士協定）により前年に引き続き2年連続で予告先発が行われた。

### クライマックスシリーズからの勝ち上がり表
|  | CS1st                  | CS1st   |                                                         |         | CSファイナル     | CSファイナル |                          |       | 日本選手権シリーズ | 日本選手権シリーズ |
|  |                        |         |                                                         |         |                  |              |                          |       |                    |                    |
|  |                        |         |                                                         |         |                  |              |                          |       |                    |                    |
|  |                        |         |                                                         |         |                  |              |                          |       |                    |                    |
|  |                        |         |                                                         |         |                  |              |                          |       |                    |                    |
|  |                        |         | （6戦4勝制＜含・アドバンテージ1＞） 東京ドーム          |         |                  |              |                          |       |                    |                    |
|  |                        |         |                                                         |         |                  |              |                          |       |                    |                    |
|  | 巨人（セ優勝）         | ☆●●●●   |                                                         |         |                  |              |                          |       |                    |                    |
|  | 巨人（セ優勝）         | ☆●●●●   | （3戦2勝制） 阪神甲子園球場                             |         |                  |              |                          |       |                    |                    |
|  |                        |         | 阪神（セ2位）                                           | ★○○○○   |                  |              |                          |       |                    |                    |
|  | 阪神（セ2位）          | ○△      | 阪神（セ2位）                                           | ★○○○○   |                  |              |                          |       |                    |                    |
|  | 阪神（セ2位）          | ○△      | （7戦4勝制） 阪神甲子園球場 福岡ヤフオク!ドーム         |         |                  |              |                          |       |                    |                    |
|  | 広島（セ3位）          | ●△      |                                                         |         |                  |              |                          |       |                    |                    |
|  | 広島（セ3位）          | ●△      |                                                         |         | 阪神（セCS優勝） | ○●●●●        |                          |       |                    |                    |
|  |                        |         |                                                         |         | 阪神（セCS優勝） | ○●●●●        |                          |       |                    |                    |
|  |                        |         |                                                         |         |                  |              | ソフトバンク（パCS優勝） | ●○○○○ |                    |                    |
|  |                        |         |                                                         |         |                  |              | ソフトバンク（パCS優勝） | ●○○○○ |                    |                    |
|  |                        |         | （6戦4勝制＜含・アドバンテージ1＞） 福岡ヤフオク!ドーム |         |                  |              |                          |       |                    |                    |
|  |                        |         |                                                         |         |                  |              |                          |       |                    |                    |
|  | ソフトバンク（パ優勝） | ☆○●●○●○ |                                                         |         |                  |              |                          |       |                    |                    |
|  | ソフトバンク（パ優勝） | ☆○●●○●○ | （3戦2勝制） 京セラドーム大阪                           |         |                  |              |                          |       |                    |                    |
|  |                        |         | 日本ハム（パ3位）                                       | ★●○○●○● |                  |              |                          |       |                    |                    |
|  | オリックス（パ2位）    | ●○●     | 日本ハム（パ3位）                                       | ★●○○●○● |                  |              |                          |       |                    |                    |
|  | オリックス（パ2位）    | ●○●     |                                                         |         |                  |              |                          |       |                    |                    |
|  | 日本ハム（パ3位）      | ○●○     |                                                         |         |                  |              |                          |       |                    |                    |
|  | 日本ハム（パ3位）      | ○●○     |                                                         |         |                  |              |                          |       |                    |                    |

☆・★=クライマックスシリーズ・ファイナルのアドバンテージ1勝・1敗分

## 出場資格者
| 阪神タイガース | 阪神タイガース | 阪神タイガース           |
| -------------- | -------------- | ------------------------ |
| 監督           | 86             | 和田豊                   |
| コーチ         | 84             | 黒田正宏(ヘッド)         |
| コーチ         | 74             | 吉竹春樹(野手総合)       |
| コーチ         | 71             | 中西清起(投手)           |
| コーチ         | 85             | 山口高志(投手)           |
| コーチ         | 78             | 関川浩一(打撃)           |
| コーチ         | 75             | 高橋光信(打撃)           |
| コーチ         | 70             | 高代延博(内野守備走塁)   |
| コーチ         | 89             | 山脇光治(外野守備走塁)   |
| コーチ         | 82             | 山田勝彦(バッテリー)     |
| コーチ         | 72             | 平田勝男(二軍監督)       |
| 投手           | 12             | 渡辺亮                   |
| 投手           | 14             | 能見篤史                 |
| 投手           | 16             | 安藤優也                 |
| 投手           | 17             | 岩貞祐太                 |
| 投手           | 19             | 藤浪晋太郎               |
| 投手           | 20             | 筒井和也                 |
| 投手           | 21             | 岩田稔                   |
| 投手           | 22             | 呉昇桓                   |
| 投手           | 26             | 歳内宏明                 |
| 投手           | 27             | 秋山拓巳                 |
| 投手           | 28             | 福原忍                   |
| 投手           | 29             | 小嶋達也                 |
| 投手           | 34             | 高宮和也                 |
| 投手           | 46             | 鶴直人                   |
| 投手           | 48             | 金田和之                 |
| 投手           | 54             | ランディ・メッセンジャー |
| 投手           | 56             | 松田遼馬                 |
| 投手           | 67             | 岩崎優                   |
| 捕手           | 40             | 鶴岡一成                 |
| 捕手           | 44             | 梅野隆太郎               |
| 捕手           | 45             | 清水誉                   |
| 捕手           | 49             | 今成亮太                 |
| 捕手           | 50             | 藤井彰人                 |
| 内野手         | 1              | 鳥谷敬                   |
| 内野手         | 3              | 関本賢太郎               |
| 内野手         | 4              | 上本博紀                 |
| 内野手         | 5              | マウロ・ゴメス           |
| 内野手         | 7              | 西岡剛                   |
| 内野手         | 25             | 新井貴浩                 |
| 内野手         | 32             | 新井良太                 |
| 内野手         | 35             | 坂克彦                   |
| 内野手         | 58             | 荒木郁也                 |
| 外野手         | 00             | 柴田講平                 |
| 外野手         | 0              | 大和                     |
| 外野手         | 8              | 福留孝介                 |
| 外野手         | 9              | マット・マートン         |
| 外野手         | 51             | 伊藤隼太                 |
| 外野手         | 61             | 田上健一                 |
| 外野手         | 68             | 俊介                     |
| 外野手         | 99             | 狩野恵輔                 |

| 福岡ソフトバンクホークス | 福岡ソフトバンクホークス | 福岡ソフトバンクホークス |
| ------------------------ | ------------------------ | ------------------------ |
| 監督                     | 81                       | 秋山幸二                 |
| コーチ                   | 74                       | 小川史(ヘッド)           |
| コーチ                   | 83                       | 郭泰源(投手)             |
| コーチ                   | 72                       | 加藤伸一(投手)           |
| コーチ                   | 71                       | 藤井康雄(打撃)           |
| コーチ                   | 76                       | 藤本博史(打撃)           |
| コーチ                   | 88                       | 鳥越裕介(内野守備走塁)   |
| コーチ                   | 77                       | 笘篠誠治(外野守備走塁)   |
| コーチ                   | 86                       | 田村藤夫(バッテリー)     |
| コーチ                   | 82                       | 石渡茂(二軍監督)         |
| コーチ                   | 91                       | 山内孝徳(二軍投手チーフ) |
| 投手                     | 11                       | 中田賢一                 |
| 投手                     | 16                       | 東浜巨                   |
| 投手                     | 19                       | 森福允彦                 |
| 投手                     | 21                       | 岩嵜翔                   |
| 投手                     | 25                       | 巽真悟                   |
| 投手                     | 28                       | 大隣憲司                 |
| 投手                     | 30                       | 武田翔太                 |
| 投手                     | 37                       | 岡島秀樹                 |
| 投手                     | 38                       | 森唯斗                   |
| 投手                     | 42                       | 飯田優也                 |
| 投手                     | 47                       | 帆足和幸                 |
| 投手                     | 50                       | 攝津正                   |
| 投手                     | 53                       | 五十嵐亮太               |
| 投手                     | 54                       | 柳瀬明宏                 |
| 投手                     | 55                       | ジェイソン・スタンリッジ |
| 投手                     | 56                       | 星野大地                 |
| 投手                     | 57                       | 嘉弥真新也               |
| 投手                     | 58                       | デニス・サファテ         |
| 投手                     | 61                       | 金無英                   |
| 捕手                     | 8                        | 鶴岡慎也                 |
| 捕手                     | 12                       | 髙谷裕亮                 |
| 捕手                     | 22                       | 山下斐紹                 |
| 捕手                     | 27                       | 細川亨                   |
| 捕手                     | 62                       | 拓也                     |
| 内野手                   | 0                        | 髙田知季                 |
| 内野手                   | 2                        | 今宮健太                 |
| 内野手                   | 3                        | 松中信彦                 |
| 内野手                   | 4                        | 金子圭輔                 |
| 内野手                   | 5                        | 松田宣浩                 |
| 内野手                   | 10                       | 李大浩                   |
| 内野手                   | 36                       | 明石健志                 |
| 内野手                   | 46                       | 本多雄一                 |
| 内野手                   | 95                       | バーバロ・カニザレス     |
| 外野手                   | 1                        | 内川聖一                 |
| 外野手                   | 6                        | 吉村裕基                 |
| 外野手                   | 23                       | 城所龍磨                 |
| 外野手                   | 24                       | 長谷川勇也               |
| 外野手                   | 43                       | 江川智晃                 |
| 外野手                   | 44                       | 柳田悠岐                 |
| 外野手                   | 60                       | 中村晃                   |

## 試合結果
| 日付                                           | 試合   | ビジター球団（先攻）     | スコア | ホーム球団（後攻）       | 開催球場             |
| ---------------------------------------------- | ------ | ------------------------ | ------ | ------------------------ | -------------------- |
| 10月25日（土）                                 | 第1戦  | 福岡ソフトバンクホークス | 2 - 6  | 阪神タイガース           | 阪神甲子園球場       |
| 10月26日（日）                                 | 第2戦  | 福岡ソフトバンクホークス | 2 - 1  | 阪神タイガース           | 阪神甲子園球場       |
| 10月27日（月）                                 | 移動日 | 移動日                   | 移動日 | 移動日                   | 移動日               |
| 10月28日（火）                                 | 第3戦  | 阪神タイガース           | 1 - 5  | 福岡ソフトバンクホークス | 福岡 ヤフオク!ドーム |
| 10月29日（水）                                 | 第4戦  | 阪神タイガース           | 2 - 5  | 福岡ソフトバンクホークス | 福岡 ヤフオク!ドーム |
| 10月30日（木）                                 | 第5戦  | 阪神タイガース           | 0 - 1  | 福岡ソフトバンクホークス | 福岡 ヤフオク!ドーム |
| 優勝：福岡ソフトバンクホークス（3年ぶり6回目） |        |                          |        |                          |                      |

### 第1戦（10月25日）

#### スコア（SMBC日本シリーズ第1戦）
○阪神 6 - 2 ソフトバンク●　（阪神甲子園球場）
|              | 1 | 2 | 3 | 4 | 5 | 6 | 7 | 8 | 9 | R | H | E |
| ------------ | - | - | - | - | - | - | - | - | - | - | - | - |
| ソフトバンク | 0 | 0 | 0 | 0 | 0 | 1 | 1 | 0 | 0 | 2 | 6 | 0 |
| 阪神         | 0 | 0 | 0 | 1 | 5 | 0 | 0 | 0 | X | 6 | 9 | 1 |

1. （阪神1勝0敗）
2. ソ：●スタンリッジ (4回2/3) - 森福 (0回1/3) - 岩嵜 (1回) - 岡島 (1回) - 森 (1回)
3. 神：○メッセンジャー (7回) - 福原 (1回) - 呉昇桓 (1回)
4. 勝利：メッセンジャー（1勝）
5. 敗戦：スタンリッジ（1敗）
6. 審判
［球審］東
［塁審］白井（1B）、本田（2B）、名幸（3B）
［外審］橘高（LL）、嶋田（RL）
7. 開始：18時17分　観衆：45,293人　時間：3時間26分

##### オーダー
| ソフトバンク | ソフトバンク | ソフトバンク |
| 打順         | 守備         | 選手         |
| ------------ | ------------ | ------------ |
| 1            | [中]         | 柳田         |
| 2            | [二]         | 明石         |
|              | 打二         | 本多         |
| 3            | [左]         | 内川         |
| 4            | [一]         | 李大浩       |
| 5            | [三]         | 松田         |
| 6            | [右]         | 中村         |
| 7            | [遊]         | 今宮         |
| 8            | [捕]         | 細川         |
|              | 打           | 長谷川       |
| 9            | [投]         | スタンリッジ |
|              | 投           | 森福         |
|              | 打           | 松中         |
|              | 投           | 岩嵜         |
|              | 打           | 吉村         |
|              | 投           | 岡島         |
|              | 投           | 森           |

| 阪神 | 阪神 | 阪神           |
| 打順 | 守備 | 選手           |
| ---- | ---- | -------------- |
| 1    | [三] | 西岡           |
|      | 三   | 坂             |
| 2    | [二] | 上本           |
| 3    | [遊] | 鳥谷           |
| 4    | [一] | ゴメス         |
| 5    | [左] | マートン       |
|      | 左   | 俊介           |
| 6    | [右] | 福留           |
| 7    | [捕] | 藤井           |
| 8    | [中] | 大和           |
| 9    | [投] | メッセンジャー |
|      | 投   | 福原           |
|      | 投   | 呉昇桓         |

この2チームの日本シリーズの組み合わせは2003年のソフトバンクの前身ダイエー以来11年ぶりとなった。阪神はメッセンジャー、ソフトバンクはスタンリッジと外国人投手の投げ合いでシリーズが始まった。スタンリッジは前年まで阪神に所属しており、古巣相手に投げることとなった。両先発投手とも3回まで無失点に抑えていたが、4回裏、阪神は1死2塁からゴメスの二塁打で1点を先制する。5回裏もチャンスを作ると2死満塁からゴメスの2点タイムリーで2点、なおも2死1.2塁からマートンの二塁打で2点を追加。スタンリッジはこの回で降板した。さらに2死2塁から2番手の森福から福留が二塁打で1点を追加しこの回一挙5点を取った。6回表、ソフトバンクは1死満塁から李大浩の犠飛で1点を返す。7回表には2死3塁から柳田のタイムリーで1点を返し4点差となった。阪神は8回から福原が登板し無失点で抑え9回は呉昇桓が登板しそのまま逃げ切った。メッセンジャーは日本シリーズ初登板初勝利。また阪神は1985年の日本シリーズ第1戦以来29年ぶりの初戦勝利及び2003年の日本シリーズ第5戦以来11年ぶりの勝利を飾り、日本シリーズの連敗も6で止めた。ソフトバンクは先発のスタンリッジが誤算だった。
なお、この試合の始球式を務めた当時阪神タイガースジュニアチーム所属の嘉手苅浩太は、2020年のドラフトで東京ヤクルトスワローズからドラフト6位指名を受けプロ野球選手となった。

### 第2戦（10月26日）

#### スコア（SMBC日本シリーズ第2戦）
●阪神 1 - 2 ソフトバンク○　（阪神甲子園球場）
|              | 1 | 2 | 3 | 4 | 5 | 6 | 7 | 8 | 9 | R | H | E |
| ------------ | - | - | - | - | - | - | - | - | - | - | - | - |
| ソフトバンク | 1 | 0 | 0 | 1 | 0 | 0 | 0 | 0 | 0 | 2 | 7 | 0 |
| 阪神         | 0 | 0 | 0 | 0 | 0 | 1 | 0 | 0 | 0 | 1 | 5 | 0 |

1. （阪神1勝1敗）
2. ソ：○武田 (7回) - H五十嵐 (1回) - Sサファテ (1回)
3. 神：●能見 (6回) - 高宮 (1回) - 安藤 (1回) - 松田 (1回)
4. 勝利：武田（1勝）
5. セーブ：サファテ（1S）
6. 敗戦：能見（1敗）
7. 本塁打
ソ：李大浩1号（4回1点・能見）
8. 審判
［球審］名幸
［塁審］本田（1B）、橘高（2B）、嶋田（3B）
［外審］川口（LL）、深谷（RL）
9. 開始：18時18分　観衆：45,259人　時間：2時間57分

##### オーダー
| ソフトバンク | ソフトバンク | ソフトバンク |
| 打順         | 守備         | 選手         |
| ------------ | ------------ | ------------ |
| 1            | [中]         | 柳田         |
| 2            | [遊]         | 今宮         |
| 3            | [左]         | 内川         |
| 4            | [一]         | 李大浩       |
| 5            | [三]         | 松田         |
| 6            | [右]         | 中村         |
| 7            | [二]         | 明石         |
|              | 二           | 本多         |
| 8            | [捕]         | 細川         |
| 9            | [投]         | 武田         |
|              | 打           | 吉村         |
|              | 投           | 五十嵐       |
|              | 投           | サファテ     |

| 阪神 | 阪神 | 阪神     |
| 打順 | 守備 | 選手     |
| ---- | ---- | -------- |
| 1    | [三] | 西岡     |
| 2    | [二] | 上本     |
| 3    | [遊] | 鳥谷     |
| 4    | [一] | ゴメス   |
| 5    | [左] | マートン |
| 6    | [右] | 福留     |
| 7    | [捕] | 鶴岡     |
|      | 打   | 伊藤隼   |
|      | 投   | 高宮     |
|      | 投   | 安藤     |
|      | 打   | 新井良   |
|      | 投   | 松田     |
| 8    | [中] | 大和     |
| 9    | [投] | 能見     |
|      | 打   | 狩野     |
|      | 捕   | 藤井     |
|      | 走   | 荒木     |
|      | 捕   | 梅野     |

両チームの先発は阪神が能見、ソフトバンクは武田の投げ合いとなった。ソフトバンクは1回表、1死2塁から内川の適時打で1点を先制する。4回表には李大浩が両チーム通じて今シリーズ初となるソロ本塁打を放ちリードを2点に広げる。阪神は5回まで点を取れなかったが6回裏、2死1塁から西岡の二塁打で1点を返す。しかし後続が倒れ同点には追いつけなかった。ソフトバンクの武田は7回1失点と好投を見せ後をリリーフに託した。その後8回を五十嵐が、9回は抑えのサファテが抑えてゲームセット。1勝1敗のタイに持ち込んだ。一方阪神は先発の能見が6回2失点と好投を見せたものの打線が振るわなかった。

### 第3戦（10月28日）

#### スコア（SMBC日本シリーズ第3戦）
○ソフトバンク 5 - 1 阪神●　（福岡ヤフオク!ドーム）
|              | 1 | 2 | 3 | 4 | 5 | 6 | 7 | 8 | 9 | R | H  | E |
| ------------ | - | - | - | - | - | - | - | - | - | - | -- | - |
| 阪神         | 0 | 0 | 0 | 0 | 0 | 0 | 0 | 0 | 1 | 1 | 5  | 0 |
| ソフトバンク | 1 | 0 | 0 | 1 | 0 | 3 | 0 | 0 | X | 5 | 10 | 0 |

1. （ソフトバンク2勝1敗）
2. 神：●藤浪 (5回2/3) - 高宮 (0回0/3) - 安藤 (0回1/3) - 歳内 (2回)
3. ソ：○大隣 (7回) - 五十嵐 (1回) - サファテ (1回)
4. 勝利：大隣（1勝）
5. 敗戦：藤浪（1敗）
6. 審判
［球審］嶋田
［塁審］橘高（1B）、川口（2B）、深谷（3B）
［外審］東（LL）、白井（RL）
7. 開始：18時32分　観衆：35,527人　時間：3時間30分

##### オーダー
| 阪神 | 阪神 | 阪神     |
| 打順 | 守備 | 選手     |
| ---- | ---- | -------- |
| 1    | [三] | 西岡     |
| 2    | [二] | 上本     |
| 3    | [遊] | 鳥谷     |
| 4    | [一] | ゴメス   |
| 5    | [左] | マートン |
| 6    | [右] | 福留     |
| 7    | [指] | 新井良   |
| 8    | [中] | 大和     |
|      | 打中 | 伊藤隼   |
| 9    | [捕] | 鶴岡     |
|      | 打   | 狩野     |
|      | 捕   | 藤井     |
|      | 打   | 坂       |

| ソフトバンク | ソフトバンク | ソフトバンク |
| 打順         | 守備         | 選手         |
| ------------ | ------------ | ------------ |
| 1            | [中]         | 柳田         |
| 2            | [二]         | 明石         |
|              | 二           | 本多         |
| 3            | [左]         | 内川         |
| 4            | [一]         | 李大浩       |
| 5            | [三]         | 松田         |
| 6            | [右]         | 中村         |
| 7            | [指]         | 吉村         |
| 8            | [遊]         | 今宮         |
| 9            | [捕]         | 細川         |

舞台を福岡に移しての第3戦、ソフトバンクは大隣、阪神は藤浪の先発となった。ソフトバンクは1回裏、1死三塁から内川の適時二塁打で1点を先制する。4回裏には1死2塁から藤浪の暴投で細川が振り逃げとなり、その間に二塁走者吉村が生還し1点を追加。6回裏には2死満塁とチャンスを作り、内川の打球を西岡が野選し1点、さらに2死満塁とチャンスが続き、李大浩の2点タイムリーで2点を追加しリードを5点に広げた。藤浪はこの回途中で5回2/3、5失点２自責で降板。大隣は打線の援護に恵まれ7回無失点と先発の役割を果たした。ソフトバンクは得意の継投策で逃げ切りを図る。無得点続きだった阪神は9回表2死2塁でサファテから鳥谷がタイムリーを放って1点を返すが、後が続かずソフトバンクが連勝で2勝1敗とリードした。

### 第4戦（10月29日）

#### スコア（SMBC日本シリーズ第4戦）
○ソフトバンク 5x - 2 阪神●　（福岡ヤフオク!ドーム）
|              | 1 | 2 | 3 | 4 | 5 | 6 | 7 | 8 | 9 | 10 | R | H | E |
| ------------ | - | - | - | - | - | - | - | - | - | -- | - | - | - |
| 阪神         | 0 | 0 | 2 | 0 | 0 | 0 | 0 | 0 | 0 | 0  | 2 | 4 | 0 |
| ソフトバンク | 2 | 0 | 0 | 0 | 0 | 0 | 0 | 0 | 0 | 3X | 5 | 7 | 0 |

1. （ソフトバンク3勝1敗）
2. 神：岩田 (7回) - H福原 (1回) - ●安藤 (1回1/3) - 呉昇桓 (0回1/3)
3. ソ：中田 (3回) - H東浜 (3回) - H森 (1回) - H五十嵐 (2回) - ○サファテ (1回)
4. 勝利：サファテ（1勝1S）
5. 敗戦：安藤（1敗）
6. 本塁打
ソ：中村1号（10回3点・呉昇桓）
7. 審判
［球審］深谷
［塁審］川口（1B）、東（2B）、白井（3B）
［外審］名幸（LL）、本田（RL）
8. 開始：18時30分　観衆：35,861人　時間：3時間56分

##### オーダー
| 阪神 | 阪神 | 阪神     |
| 打順 | 守備 | 選手     |
| ---- | ---- | -------- |
| 1    | [指] | 西岡     |
| 2    | [二] | 上本     |
| 3    | [遊] | 鳥谷     |
| 4    | [一] | ゴメス   |
| 5    | [左] | マートン |
| 6    | [右] | 福留     |
| 7    | [三] | 関本     |
| 8    | [捕] | 藤井     |
| 9    | [中] | 大和     |

| ソフトバンク | ソフトバンク | ソフトバンク |
| 打順         | 守備         | 選手         |
| ------------ | ------------ | ------------ |
| 1            | [中]         | 柳田         |
| 2            | [二]一       | 明石         |
| 3            | [左]         | 内川         |
| 4            | [一]         | 李大浩       |
|              | 二           | 本多         |
| 5            | [三]         | 松田         |
| 6            | [右]         | 中村         |
| 7            | [指]         | 吉村         |
| 8            | [遊]         | 今宮         |
| 9            | [捕]         | 細川         |

ソフトバンクは中日からFA移籍して2桁勝利を挙げる活躍を見せた中田、阪神は岩田が先発となった。ソフトバンクは1回裏からチャンスを作ると1死満塁から松田の2点タイムリーで2点を先制する。阪神は3回表に1死満塁からマートンが犠飛、さらに2死1.3塁とチャンスが続き、福留のタイムリーでこの回2点を取り同点に追いつく。ソフトバンクの中田は中日時代阪神との相性が良く、シリーズでも好投が期待されたが3回で降板することになり3回2失点と期待に応えられなかった。その後はソフトバンクはリリーフ陣が奮闘を見せ、得点を与えなかった。阪神も岩田が7回2失点の好投で両チーム一歩も譲らず今シリーズ初の延長戦に入った。10回裏、ソフトバンクが1死1.2塁とサヨナラのチャンスとなったところで阪神は9回から登板していた安藤を下げ、呉昇桓を投入する。呉昇桓は1死を取ったがなおも2死1.2塁で中村がサヨナラ3ラン本塁打を放ち試合を決めた。ソフトバンクは3連勝で日本一に王手を賭けた。一方阪神は3連敗で後がなくなった。

### 第5戦（10月30日）

#### スコア（SMBC日本シリーズ第5戦）
○ソフトバンク 1 - 0 阪神●　（福岡ヤフオク!ドーム）
|              | 1 | 2 | 3 | 4 | 5 | 6 | 7 | 8 | 9 | R | H | E |
| ------------ | - | - | - | - | - | - | - | - | - | - | - | - |
| 阪神         | 0 | 0 | 0 | 0 | 0 | 0 | 0 | 0 | 0 | 0 | 5 | 0 |
| ソフトバンク | 0 | 0 | 0 | 0 | 0 | 0 | 0 | 1 | X | 1 | 9 | 0 |

1. （ソフトバンク4勝1敗）
2. 神：●メッセンジャー (7回2/3) - 呉昇桓 (0回1/3)
3. ソ：攝津 (6回) - H森 (1回) - ○五十嵐 (1回) - Sサファテ (1回)
4. 勝利：五十嵐（1勝）
5. セーブ：サファテ（1勝2S）
6. 敗戦：メッセンジャー（1勝1敗）
7. 審判
［球審］白井
［塁審］東（1B）、名幸（2B）、本田（3B）
［外審］嶋田（LL）、橘高（RL）
8. 開始：18時33分　観衆：36,068人　時間：3時間31分

##### オーダー
| 阪神 | 阪神 | 阪神     |
| 打順 | 守備 | 選手     |
| ---- | ---- | -------- |
| 1    | [左] | マートン |
| 2    | [二] | 上本     |
| 3    | [遊] | 鳥谷     |
| 4    | [一] | ゴメス   |
|      | 走   | 田上     |
| 5    | [右] | 福留     |
| 6    | [指] | 西岡     |
| 7    | [三] | 関本     |
| 8    | [捕] | 藤井     |
| 9    | [中] | 大和     |

| ソフトバンク | ソフトバンク | ソフトバンク |
| 打順         | 守備         | 選手         |
| ------------ | ------------ | ------------ |
| 1            | [中]         | 柳田         |
| 2            | [二]一       | 明石         |
| 3            | [左]         | 内川         |
| 4            | [指]         | 李大浩       |
| 5            | [三]         | 松田         |
| 6            | [右]         | 中村         |
| 7            | [一]         | 吉村         |
|              | 二           | 本多         |
| 8            | [遊]         | 今宮         |
| 9            | [捕]         | 細川         |

ソフトバンクはベテランの攝津、阪神は第1戦にも先発したメッセンジャーが先発した。両チームの先発投手の好投で無得点が続き、摂津は6回まで投げた。メッセンジャーも7回まで無失点に抑えたが8回裏、ソフトバンクは2死1.3塁のチャンスで松田がタイムリーを放ちついに均衡を破った。メッセンジャーはこの回途中で降板した。そして9回マウンドにはサファテが上がるが制球が不安定で3四球を与えて1死満塁となる。打席には西岡を迎えた。西岡が一塁へゴロを放つとファーストがバックホームで2死を取り、捕手の細川が再びファーストへ投げたようとしたところ、打者走者の西岡が最初から内野のライン内側を走って捕手から一塁への送球を妨害したために（故意であろうと無かろうと内野のライン内側を走ることは守備妨害でアウトになるとルールブックに記載されている）、一塁手の姿を隠しながら走る西岡の背中めがけて送球してボールが当たり、ファーストはボールを取れずファールグランドに転がった。これで2塁走者（田上）はホームベースを踏んでホームインのジェスチャーをしたが認められず、併殺プレー妨害（西岡が内野のライン内側を走ったことによる守備妨害）でスリーアウトとなり、第2戦から4連勝で4勝1敗となりソフトバンクの3年ぶりの日本一が決まった。日本一の最後のアウトが守備妨害で試合終了して日本一が決定したのは史上初。
一方で阪神は2005年の日本シリーズ同様1本塁打も放てず、第1戦以外は打線が機能しなかったことが響いた。
リーグ優勝チームでないチーム（いわゆる「下克上チーム」）が日本シリーズで敗れるのは両リーグを通じて初のことであった。また、阪神は日本シリーズにおいてビジター球場では2003年の日本シリーズ第1戦から続いて9連敗、ヤフオクドーム（=福岡ドーム）においても2003年の日本シリーズ第1戦から通算7連敗のいずれも日本シリーズ最長記録を更新し日本シリーズを閉幕した。
2015年から福岡ドームにはホームランテラスが増設されたため、この試合がテラスがない福岡ドームとしては最後の公式戦となった。
また日本シリーズ65回目にして、初めて盗塁が記録されないシリーズとなった。第2戦でソフトバンクの松田、第5戦で阪神のマートンと上本がそれぞれ1度盗塁を企図したが、いずれも盗塁刺している。
この試合が平成最後の阪神の日本シリーズ試合となり、阪神は広島東洋カープと2004年に消滅した大阪近鉄バファローズと共に平成30年間で日本一になれなかった球団となった。

## 表彰選手
- MVP（最高殊勲選手）：内川聖一（福岡ソフトバンクホークス）
- 優秀選手（3名）
  - 柳田悠岐（福岡ソフトバンクホークス）
  - D.サファテ（福岡ソフトバンクホークス）
  - 武田翔太（福岡ソフトバンクホークス）
- 敢闘選手：R.メッセンジャー（阪神タイガース）

## テレビ・ラジオ中継

### テレビ中継

#### 地上波テレビ中継
| 試合  | 放送局                        | ゲスト解説            | 解説                | 実況             | リポーター                        | インタビュアー   | 放送時間                   | 備考 |
| ----- | ----------------------------- | --------------------- | ------------------- | ---------------- | --------------------------------- | ---------------- | -------------------------- | --- |
| 第1戦 | 朝日放送 《テレビ朝日系列》   | 阿部慎之助 （巨人）   | 吉田義男 桧山進次郎 | 清水次郎 （ABC） | 小縣裕介（ABC） 沖繁義（KBC）     | 中邨雄二 （ABC） | 18:15～21:54 （60分延長）  | テレ朝チャンネル2で翌日0:00から録画中継 地上波制作協力：テレビ朝日・九州朝日放送、制作著作：ABC朝日放送 |
| 第2戦 | TBS 《TBS系列》               | 伊藤光 （オリックス） | 槙原寛己 金本知憲   | 赤木誠 （MBS）   | 近藤亨（MBS） 宮脇憲一（RKB）     | 馬野雅行 （MBS） | 18:00～21:25 （25分延長）  | TBSチャンネル1で翌日2:00から録画中継 製作著作： TBS・MBS                                                |
| 第3戦 | テレビ朝日 《テレビ朝日系列》 | 稲葉篤紀 （日本ハム） | 工藤公康 古田敦也   | 清水俊輔 （EX）  | 沖繁義（KBC） 大西洋平（EX）      | 大西洋平 （EX）  | 18:30～21:45 （3分延長）   | テレ朝チャンネル2で翌日0:00から録画中継 制作著作：テレビ朝日                                            |
| 第4戦 | フジテレビ 《フジテレビ系列》 | 稲葉篤紀 （日本ハム） | 池田親興 片岡篤史   | 竹下陽平 （CX）  | 大谷真宏（TNC） 若田部克彦（KTV） | 大谷真宏 （TNC） | 18:20～22:34 （100分延長） | フジテレビONEで翌日0:00から録画中継 制作著作：フジテレビ・テレビ西日本                                  |
| 第5戦 | TBS 《TBS系列》               | 稲葉篤紀 （日本ハム） | 佐々木主浩 浜名千広 | 櫻井浩二 （RKB） | 宮脇憲一（RKB） 井上雅雄（MBS）   | 宮脇憲一 （RKB） | 18:00～22:20 （80分延長）  | TBSチャンネル1で翌日3:59から録画中継 制作協力：MBS、製作著作：TBS・RKB                                  |

- 中継局の記載は、日本野球機構公式サイトの日本シリーズ開催概要[13]に表記されている中継局をそのまま記載する。そのため、首都圏以外での開催でもキー局を表記することがある。
- 放送時間はビデオリサーチのデータ[14]に基づく。
- 第3～5戦にゲスト出演の稲葉篤紀は、今シーズン限りで現役引退した。

なお、非開催となった第6戦以降を放送する予定だった局は以下のとおり。なお第6戦まで続いていれば、甲子園での日本シリーズをフジテレビ系列で初中継することとなっていた。
| 試合  | 放送局                        | ゲスト解説    | 解説              | 実況             | リポーター                      | インタビュアー   | 放送時間              |
| ----- | ----------------------------- | ------------- | ----------------- | ---------------- | ------------------------------- | ---------------- | --------------------- |
| 第6戦 | フジテレビ 《フジテレビ系列》 |               | 田尾安志 片岡篤史 | 大橋雄介 （KTV） |                                 |                  | 18:00～20:54 （予定） |
| 第7戦 | 日本テレビ 《日本テレビ系列》 | 高橋由伸 巨人 | 山本浩二 赤星憲広 | 小澤昭博 （ytv） | 本野大輔（ytv） 松井礼明（FBS） | 尾山憲一 （ytv） | 18:10～20:54 （予定） |

※視聴率は（ビデオリサーチ調べ）、第1戦は11.8%（関東）、25.7%（関西）、26.7%（北部九州）。 第2戦（18時18分以降）は10.2%（関東）、21%（関西）、21.3%（北部九州）。第3戦は8.3%（関東）、17.3%（関西、18:19～206分間）、24.3%（北部九州）。第4戦は8.4%（関東）、18.7%（関西）、23.9%（北部九州）。第5戦（18時33分以降）は10.3%（関東）、9.6%（関西）、26.7%（北部九州）だった。

#### BS放送中継
| 試合  | 放送局   | 解説       | 実況                 | リポーター                              | 放送時間     |
| ----- | -------- | ---------- | -------------------- | --------------------------------------- | ------------ |
| 第1戦 | 放送なし | 放送なし   | 放送なし             | 放送なし                                | 放送なし     |
| 第2戦 | NHK BS1  | 梨田昌孝   | 渡辺憲司 （NHK大阪） | 横山哲也（NHK大阪） 別井敬之（NHK福岡） | 18:00～21:30 |
| 第3戦 | NHK BS1  | 宮本慎也   | 冨坂和男 （G-media） | 坂梨哲士（NHK福岡） 星野圭介（NHK大阪） | 18:15～22:15 |
| 第4戦 | NHK BS1  | 小久保裕紀 | 坂梨哲士 （NHK福岡） | 別井敬之（NHK福岡） 星野圭介（NHK大阪） | 18:15～22:40 |
| 第5戦 | NHK BS1  | 小早川毅彦 | 伊藤慶太 （NHK大阪） | 別井敬之（NHK福岡） 星野圭介（NHK大阪） | 18:15～21:50 |

なお、非開催となった第6戦以降を放送する予定だった局は以下のとおり
| 試合  | 放送局  | 解説       | 実況                 | 放送時間              |
| ----- | ------- | ---------- | -------------------- | --------------------- |
| 第6戦 | NHK BS1 | 梨田昌孝   | 田中崇裕 （G-Media） | 18:00～21:50 （予定） |
| 第7戦 | NHK BS1 | 小久保裕紀 | 竹林宏 （G-Media）   | 18:00～21:50 （予定） |

### ラジオ中継
第1戦
| 放送局         | 放送エリア           | ゲスト解説        | 解説       | 実況     | 阪神 リポーター  | ソフトバンク リポーター |
| -------------- | -------------------- | ----------------- | ---------- | -------- | ---------------- | ----------------------- |
| NHK ラジオ第一 | 全国放送             | ---               | 小久保裕紀 | 工藤三郎 | 横山哲也         | 別井敬之                |
| ABCラジオ      | JRN （CBC他）        | ---               | 福本豊     | 枝松順一 | 高野純一         | 服部義夫 （RKB）        |
| MBSラジオ      | NRN （KBC・STV・SF） | ---               | 金本知憲   | 近藤亨   | 森本栄浩         | 赤木誠                  |
| TBSラジオ      | 関東広域圏 ローカル  | 荒木雅博 （中日） | 佐々木主浩 | 林正浩   | 椎野茂           | 初田啓介                |
| ニッポン放送   | 関東広域圏 ローカル  | ---               | 若松勉     | 山田透   | 松本秀夫         | 煙山光紀                |
| 文化放送       | 関東広域圏 ローカル  | ---               | 工藤公康   | 松島茂   | 高橋将市         | 槇嶋範彦                |
| RKBラジオ      | 福岡県 ローカル      | ---               | 島田誠     | 茅野正昌 | 高野純一 （ABC） | 服部義夫                |

第2戦
| 放送局         | 放送エリア           | ゲスト解説          | 解説     | 実況     | 阪神 リポーター  | ソフトバンク リポーター |
| -------------- | -------------------- | ------------------- | -------- | -------- | ---------------- | ----------------------- |
| NHK ラジオ第一 | 全国放送             | ---                 | 宮本慎也 | 上野速人 | 横山哲也         | 別井敬之                |
| ABCラジオ      | JRN （CBC他）        | ---                 | 真弓明信 | 岩本計介 | 枝松順一         | 茅野正昌 （RKB）        |
| MBSラジオ      | NRN （KBC・STV・SF） | ---                 | 太田幸司 | 森本栄浩 | 金山泉           | 馬野雅行                |
| TBSラジオ      | 関東広域圏 ローカル  | 井口資仁 （ロッテ） | 元木大介 | 椎野茂   | 林正浩           | 初田啓介                |
| 文化放送       | 関東広域圏 ローカル  | 炭谷銀仁朗 （西武） | 東尾修   | 槇嶋範彦 | 高橋将市         | 松島茂                  |
| ニッポン放送   | 関東広域圏 ローカル  | 里崎智也 （ロッテ） | 江本孟紀 | 松本秀夫 | 山田透           | 煙山光紀                |
| RKBラジオ      | 福岡県 ローカル      | ---                 | 島田誠   | 服部義夫 | 枝松順一 （ABC） | 茅野正昌                |

第3戦
| 放送局         | 放送エリア          | ゲスト解説 | 解説              | 実況     | ソフトバンク リポーター | 阪神 リポーター  |
| -------------- | ------------------- | ---------- | ----------------- | -------- | ----------------------- | ---------------- |
| NHK ラジオ第一 | 全国放送            | ---        | 与田剛            | 竹林宏   | 坂梨哲士                | 星野圭介         |
| RKBラジオ      | JRN （TBS・CBC他）  | ---        | 浜名千広 藪恵壹   | 櫻井浩二 | 田中友英                | 井上雅雄 （MBS） |
| KBCラジオ      | NRN （STV・SF）     | ---        | 藤原満            | 小林徹夫 | 近藤鉄太郎              | 楠淳生 （ABC）   |
| ニッポン放送   | 関東広域圏 ローカル | ---        | 田尾安志          | 師岡正雄 | 煙山光紀                | 胡口和雄         |
| 文化放送       | 関東広域圏 ローカル | ---        | 山崎裕之 土肥義弘 | 鈴木光裕 | 飯塚治                  | 斉藤一美         |
| ABCラジオ      | 近畿広域圏 ローカル | ---        | 下柳剛            | 清水次郎 | 近藤鉄太郎 （KBC）      | 楠淳生           |
| MBSラジオ      | 近畿広域圏 ローカル | ---        | 藤本敦士          | 仙田和吉 | 田中友英 （RKB）        | 井上雅雄         |

第4戦
| 放送局         | 放送エリア            | ゲスト解説        | 解説       | 実況       | ソフトバンク リポーター | 阪神 リポーター  |
| -------------- | --------------------- | ----------------- | ---------- | ---------- | ----------------------- | ---------------- |
| NHK ラジオ第一 | 全国放送              | ---               | 小早川毅彦 | 広坂安伸   | 別井敬之                | 星野圭介         |
| RKBラジオ      | JRN （TBS・CBC他）    | 三浦大輔 （DeNA） | 島田誠     | 田中友英   | 茅野正昌                | 仙田和吉 （MBS） |
| KBCラジオ      | NRN （QR・STV・SF他） | ---               | 西村龍次   | 近藤鉄太郎 | 小林徹夫                | 清水次郎 （ABC） |
| ニッポン放送   | 関東広域圏 ローカル   | ---               | 大矢明彦   | 煙山光紀   | 師岡正雄                | 胡口和雄         |
| ABCラジオ      | 近畿広域圏 ローカル   | ---               | 有田修三   | 楠淳生     | 小林徹夫 （KBC）        | 清水次郎         |
| MBSラジオ      | 近畿広域圏 ローカル   | ---               | 藪恵壹     | 井上雅雄   | 茅野正昌 （RKB）        | 仙田和吉         |

第5戦
| 放送局         | 放送エリア          | ゲスト解説        | 解説       | 実況     | ソフトバンク リポーター | 阪神 リポーター  |
| -------------- | ------------------- | ----------------- | ---------- | -------- | ----------------------- | ---------------- |
| NHK ラジオ第一 | 全国放送            | ---               | 大野豊     | 早瀬雄一 | 別井敬之                | 星野圭介         |
| RKBラジオ      | JRN （TBS・CBC他）  | 杉内俊哉 （巨人） | 岸川勝也   | 茅野正昌 | 田中友英                | 仙田和吉 （MBS） |
| KBCラジオ      | NRN （STV・SF）     | ---               | 藤原満     | 田上和延 | 近藤鉄太郎              | 楠淳生 （ABC）   |
| ニッポン放送   | 関東広域圏 ローカル | ---               | 野村弘樹   | 胡口和雄 | 師岡正雄                | 煙山光紀         |
| 文化放送       | 関東広域圏 ローカル | ---               | 石井貴     | 斉藤一美 | 飯塚治                  | 鈴木光裕         |
| ABCラジオ      | 近畿広域圏 ローカル | ---               | 桧山進次郎 | 清水次郎 | 近藤鉄太郎 （KBC）      | 楠淳生           |
| MBSラジオ      | 近畿広域圏 ローカル | ---               | 亀山つとむ | 馬野雅行 | 田中友英 （RKB）        | 仙田和吉         |

非開催となった第6戦以降の放送予定は以下のとおり
第6戦
| 放送局         | 放送エリア               | 解説     | 実況     |
| -------------- | ------------------------ | -------- | -------- |
| NHK ラジオ第一 | 全国放送                 | 大野豊   | 広坂安伸 |
| ABCラジオ      | JRN （TBS・CBC他）       | 矢野燿大 | 小縣裕介 |
| MBSラジオ      | NRN （KBC・STV・QR・SF） | 今岡誠   | 仙田和吉 |
| ニッポン放送   | 関東広域圏 ローカル      |          | 山内宏明 |
| RKBラジオ      | 福岡県 ローカル          | 岸川勝也 | 田中友英 |

第7戦
| 放送局         | 放送エリア           | 解説     | 実況     |
| -------------- | -------------------- | -------- | -------- |
| NHK ラジオ第一 | 全国放送             | 宮本慎也 | 渡辺憲司 |
| ABCラジオ      | JRN （TBS・CBC他）   | 中田良弘 | 清水次郎 |
| MBSラジオ      | NRN （KBC・STV・SF） | 安藤統男 | 仙田和吉 |
| ニッポン放送   | 関東広域圏 ローカル  |          | 洗川雄司 |
| 文化放送       | 関東広域圏 ローカル  | 松沼雅之 | 鈴木光裕 |
| RKBラジオ      | 福岡県 ローカル      | 浜名千広 | 服部義夫 |